# Église Notre-Dame de Courcôme
Pour les articles homonymes, voir Église Notre-Dame.
L'église Notre-Dame de Courcôme est une église située sur la commune de Courcôme, dans le département français de la Charente. Plusieurs fois reconstruite au Haut Moyen Âge et classée monument historique, elle abrite une collection de chapiteaux romans des XIe et XIIe siècles.

## Localisation
L'église est située sur le territoire de la commune de Courcôme, à 7 kilomètres au sud de Ruffec, et fait partie de la paroisse de Ruffec, du doyenné Nord-Charente, du Diocèse d'Angoulême.

## Historique
Initialement propriété de abbaye Saint-Martin de Tours vers 831, elle devient la propriété du Comte de Poitiers, puis de du Duc d'Aquitaine. À la fin du Xe siècle, les terres de Courcôme, ainsi que son église sont cédées à l'abbaye de Saint-Hilaire de Poitiers par le duc d'Aquitaine, Guillaume II Fier à Bras.
L'église paroissiale a dû être entièrement construite en lieu et place de l'église primitive au XIe siècle dont il ne reste plus que le mur nord de la nef ; à la suite d'un incendie, cet édifice a lui-même laissé la place, au début du XIIe siècle, à une nouvelle église. De cette époque datent les voûtes en berceaux et les chapiteaux sculptés. Les croisillons datent d'une seconde phase, toujours de l'époque romane. Les absidioles datent d'une dernière phase à la fin du XIIe siècle.  
Au XVe siècle, un bas-côté est ajouté pour accueillir une plus grande communauté paroissiale. Les modifications entraînent des désordres qui furent résolus par la suppression des voûtes gothiques et le rétablissement du contrebutement de la voûte romane à la fin du XIXe siècle.  
L'église de Courcôme est dédiée à la Vierge Marie, en son Assomption.
Le classement monument historique par arrêté du 2 août 1881 a permis sa restauration notamment de 1885 à 1895. 

## Architecture
L'église comprend une nef à berceau, à un seul bas-côté, un transept sur lequel ouvrent deux absidioles, et un chœur profond terminé par une abside. La croisée est voûtée d'une coupole octogonale à la base, surmontée d'un beau clocher carré, d'un seul étage. La façade, percée d'une porte à quadruple voussure, flanquée de deux arcades aveugles et surmontée d'une corniche et d'une fenêtre à deux voussures, est très remarquable par l'exécution de ses chapiteaux et de ses modillons.
40 chapiteaux d'époque romane (XIe et XIIe siècles) qui tous ont une valeur symbolique font l'objet d'études depuis le début du XXe siècle et sont sujets à débats quant à leur interprétation.

## Mobilier
Dans l'absidiole sud, on conserve une Vierge à l'Enfant du XIIIe siècle de grande dimension. 

## Galerie

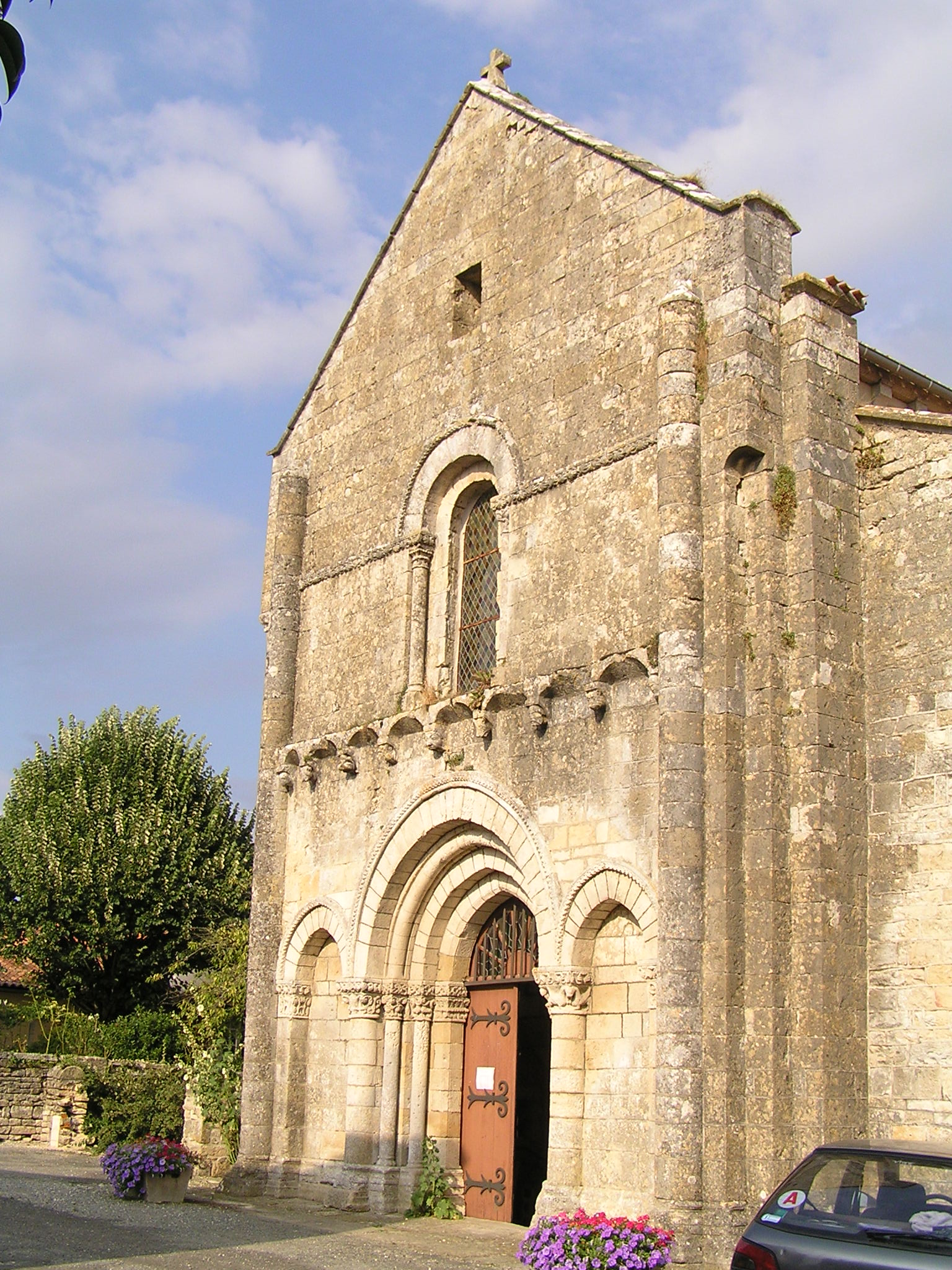
Façade
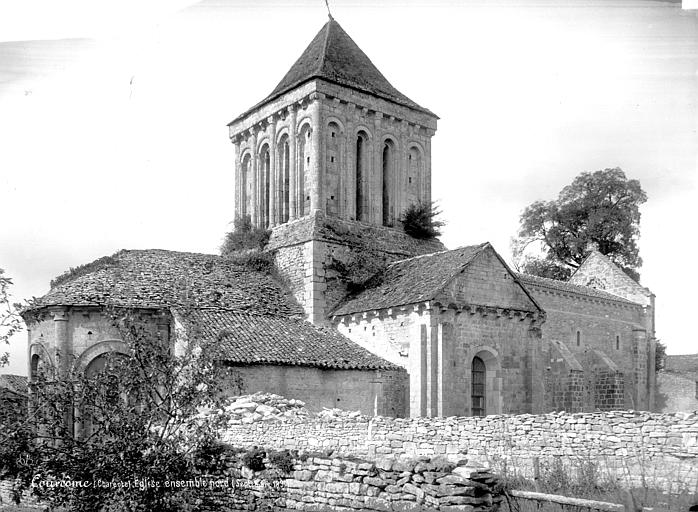
Vue générale (1919)
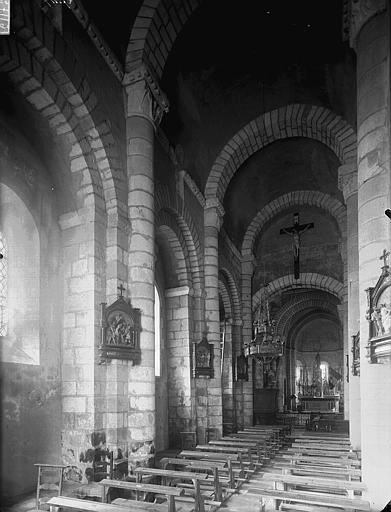
Vue de la nef (1919)
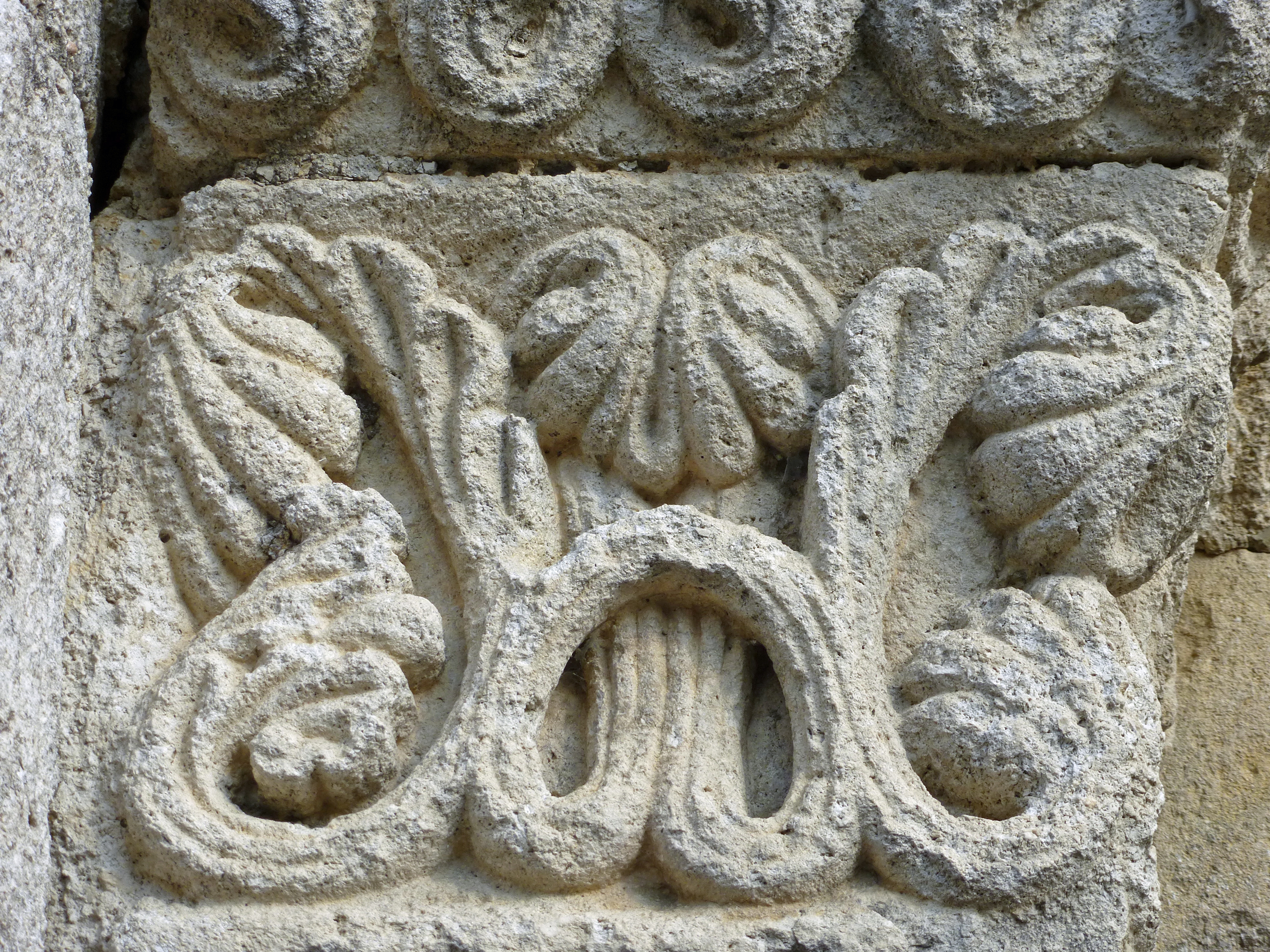
Sculpture extérieure
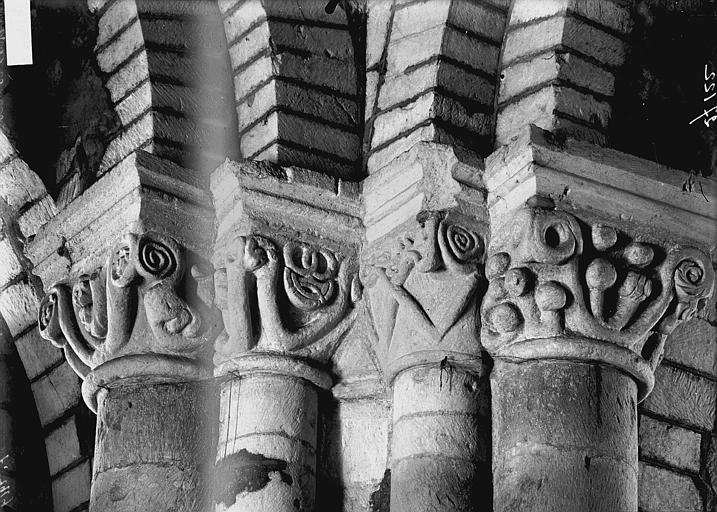
Chapiteaux romans (1919)